# Grease 2
Grease 2 è un film diretto dalla regista Patricia Birch, seguito del film Grease - Brillantina, ma che non riscosse lo stesso successo del primo.

## Trama
Alla Rydell High School spadroneggia la squadra dei T-Birds con le loro ragazze: le Pink Ladies. La più vivace del gruppo è Stephanie, fidanzata del capo dei T-Birds, ma in continuo conflitto con essi e contro le regole che legano le Ladies ai T-Birds. Al liceo giunge Michael, giovane inglese, cugino di Sandy, che si innamora a prima vista di Stephanie Zinone, leader delle Pink Ladies. 
Michael é impacciato e timido mentre Stephanie predilige gli uomini duri e quindi, nel tentativo di conquistarla, incappa nella più dura sfida della sua giovane vita.
Il tempo corre a Rydell e ci si prepara per il talent show di fine anno dove sia i T-Birds che le Pink Ladies sono impegnate per vincere un agognato premio e spadroneggiare su tutti come i migliori.
Nel corso di questo periodo, in cui i due gruppi rivali si impegnano a preparare una coreografia vincente, Michael si impegna prima sfornando compiti a pagamento per fare soldi e poi improvvisandosi meccanico, nel tentativo di diventare un T-Bird, per avere il permesso di corteggiare Stephanie.
Johnny intanto, ormai disperato, non vuole credere al fatto che Stephanie lo abbia lasciato e cerca, in maniera poco ortodossa e ricordando i patti tra T-Birds e Pink Ladies, di riconquistarla. Nel frattempo compare un misterioso centauro nei pressi di Rydell, con casco e occhiali che ne nascondono l'identità, sarà lui con la sua abilità di guida e il fare da duro e tenebroso a conquistare Stephanie e a farle perdere completamente la testa. Intanto a Rydell vengono eletti regina e re della scuola Johnny e la bella Stephanie che sembra tutt'altro che felice per via della presunta morte del motociclista mascherato in un inseguimento con i T-Birds.
La festa di fine anno è al suo momento clou, ed ecco ancora una volta la banda rivale del luogo intervenire per rovinarla, ma dal nulla ecco riapparire il centauro mascherato che ancora una volta sventa la minaccia e salva la festa, per poi svelare la sua vera identità... colpo di scena per tutti, ma soprattutto per Stephanie: è Michael, il bravo ragazzo inglese. Giunti all'epilogo del film, il finto duro Johnny, consacra Michael nuovo membro dei T-Birds consegnandogli una giacca con tanto di effigie simbolica, dando così la possibilità a lui e Stephanie di farsi la corte.

## Personaggi principali
- Michael: Ragazzo bello e per bene, venuto dall'Inghilterra, si innamora di Stephanie e farà di tutto per conquistarla.

T-Birds, tra cui:
- Johnny Nogarelli: Capo dei T-Birds ma anche gran fifone, la sua forza è l'atteggiamento esuberante e spaccone che attira l'attenzione.
- Goose: Membro dei T-Birds e amico fedele di Johnny.

Pink Ladies, tra cui:
- Stephanie: Ragazza di enorme bellezza, capo della Pink Ladies, personalità sconfinata ma anche incerta sul sentimentale.
- Paulette: Membro delle Ladies, Bionda e bellissima, pazza di Johnny Nogarelli, riuscirà alla fine a domarlo.
- Frenchy: Ex Pink Ladies del primo film che torna a Rydell per il diploma di chimica.
- Dolores: Sorellina di Paulette, prima vera amica di Michael.